# 稲毛浅間神社

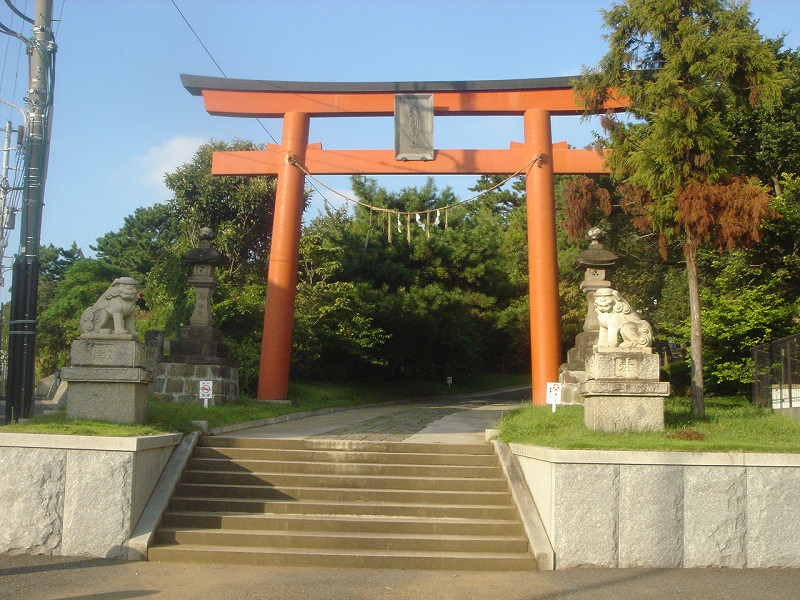
二の鳥居

稻毛浅間神社（いなげせんげんじんじゃ）は、千葉県千葉市稲毛区稲毛にある浅間神社。旧社格は村社。登記上の宗教法人名称は浅間神社（せんげんじんじゃ）。ちば遺産100選に選定されている。

## 祭神
- 主祭神
  - 木花咲耶姫命（コノハナノサクヤビメ）
- 配祀神
  - 瓊々杵命（ニニギ）
  - 猿田彦命（サルタビコノカミ）

## 由緒
大同3年（808年）、富士山本宮浅間大社から勧請したのに始まるとされている。
治承4年（1180年）に源頼朝が東六郎胤頼を使者として御幣物を寄進して武運長久を祈願したのを始め、千葉常胤以来、代々千葉氏の信仰が篤かったことが古記録などから窺える。
文治3年（1187年）の社殿再建に際して、富士山の形に土盛りし、参道も富士登山道にならい、三方に設け、社殿は東京湾を隔てて富士山と向かい合って建立された。
江戸時代には境内が東西400間（約720メートル）に及んでいたが、明治維新に際し現在の社地（6,400坪）を残して上地された。
1964年（昭和39年）9月に原因不明の火災により、文治再建の社殿が焼失したが、1966年（昭和41年）に再建された。これが現在の社殿である。
1986年（昭和61年）、昭和天皇の御在位60年に社殿前庭の拡張・擁壁工事が行われ、2015年（平成26年）10月、稲毛浅間神社再建50周年を記念して神門が建立された。

## 一の鳥居

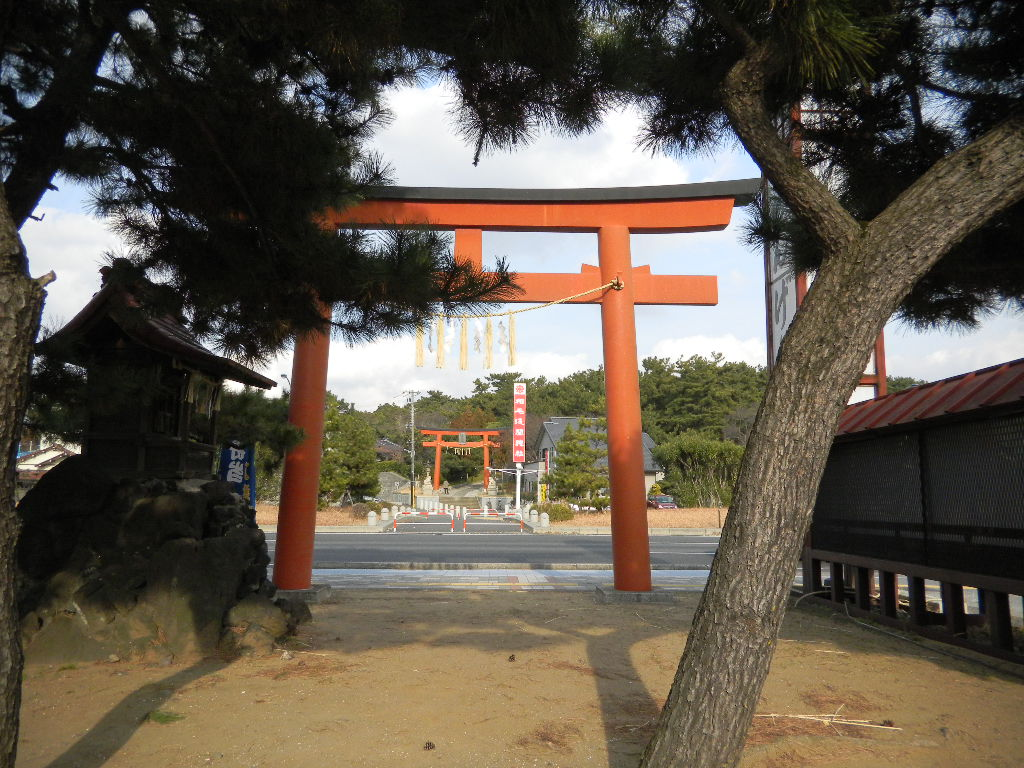
二の鳥居から千葉街道を挟んだ向かい側に位置する鳥居

公式サイトに記述は無いがかつては海上に存在した。
現在は二の鳥居から千葉街道を挟んだ向かい側の場所に万葉軒社長が奉納した鳥居がある。

## 浅間神社の神楽
浅間神社の神楽は1962年（昭和37年）に県指定無形民俗文化財に指定されている。
稲毛浅間神社に伝わる十二座神楽は、1504年（永正元年）に九州地方から来た神楽の名手が、当時の神主、大越蔵之助に伝授し、その後村人達に伝えられ、同神社特有の神楽が出来上がったといわれている。この神楽は12座からなり、最初に神様をお迎えする舞（巫女舞）から始まり、最後にお送りする舞、お囃子の舞にて終わる。日本神話を基に、仮面を用い（巫女舞を除き）黙劇風に筋を運ぶ様は洗練された江戸神楽の影響を受けている。

## 稲毛の松林

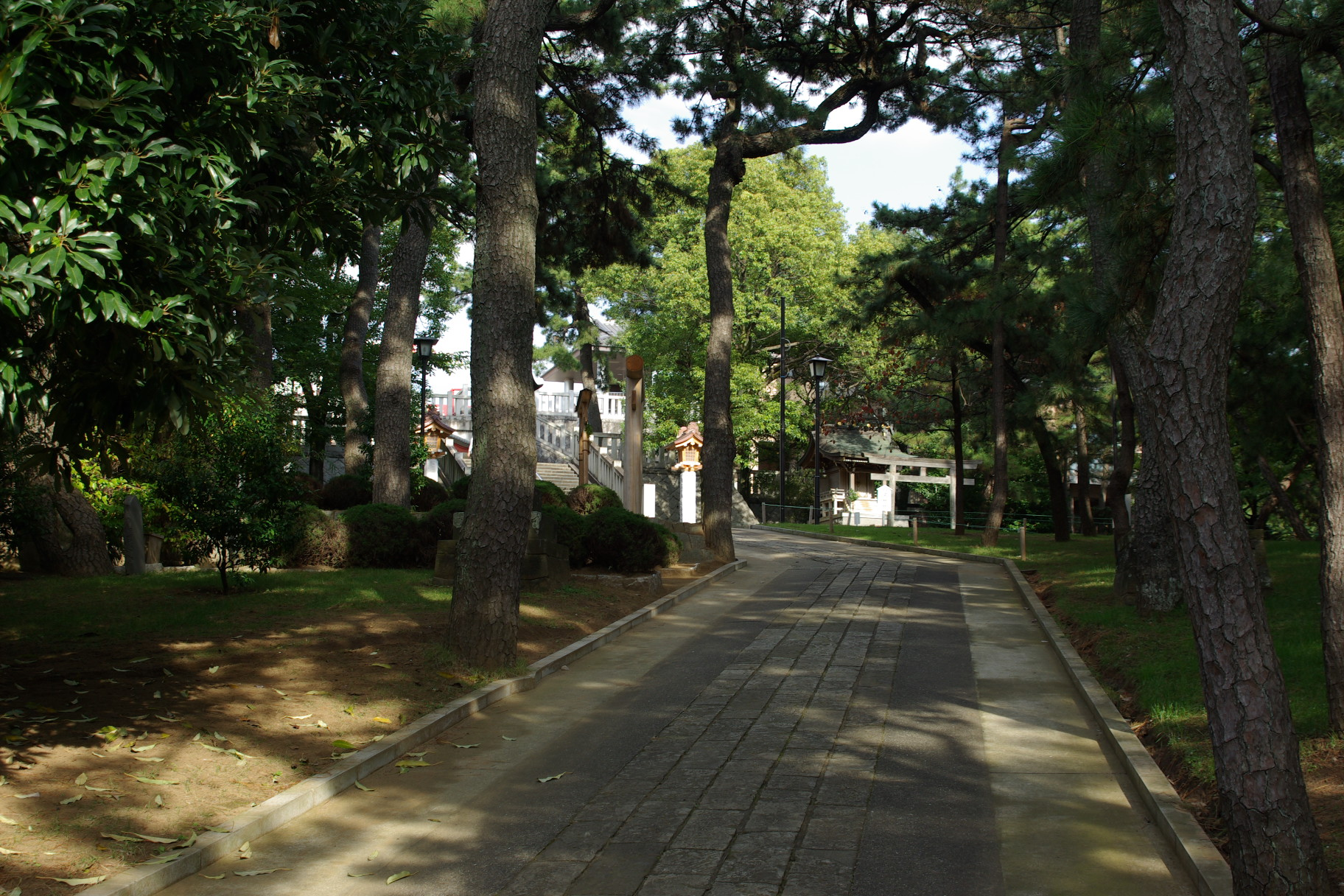
松林に囲まれた参道

浅間神社の創建以来、次第に形成されてきた松林で、かつてはすぐ近くまで波が打ち寄せた眼望絶景の地であった。浅間神社境内を含めた丘上一帯が名勝地となっており、その一部が市の公園として開放されている。
1960年（昭和35年）に記念物・名勝として市指定天然記念物に指定されている。

## 境内

### 境内社
末社
- 八坂神社（須佐之男命）
- 大宮神社（大山祇神）
- 稲荷神社（宇迦之御魂神）
- 小御嶽神社（磐長姫命）
- 厳島神社（市杵島姫命）
- 合殿
  - 小室神社（木花咲耶姫命）
  - 若宮社（彦火火出見尊)
  - 香取神社（経津主命）

その他
- 浅間神社（木花咲耶姫命、瓊々杵命、猿田彦命）：一の鳥居前に鎮座
- 神明社（天照大神）
- 三峰神社（伊弉諾尊、伊弉册尊）
- 忠霊碑
- 水神宮
- 山王宮
- 天王宮
- 古峰神社（日本武尊）
- 庚申様（猿田彦命）
- 食行身禄石碑
- みろくさま

### ギャラリー

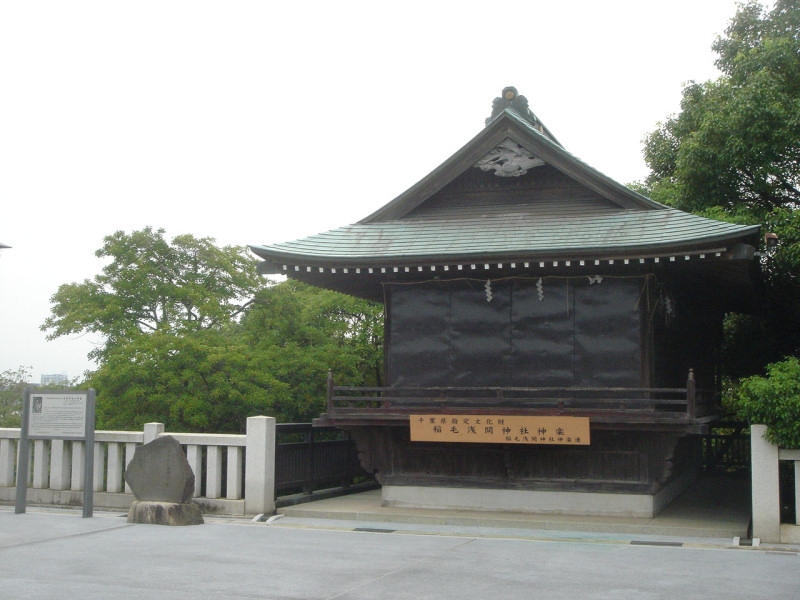
神楽
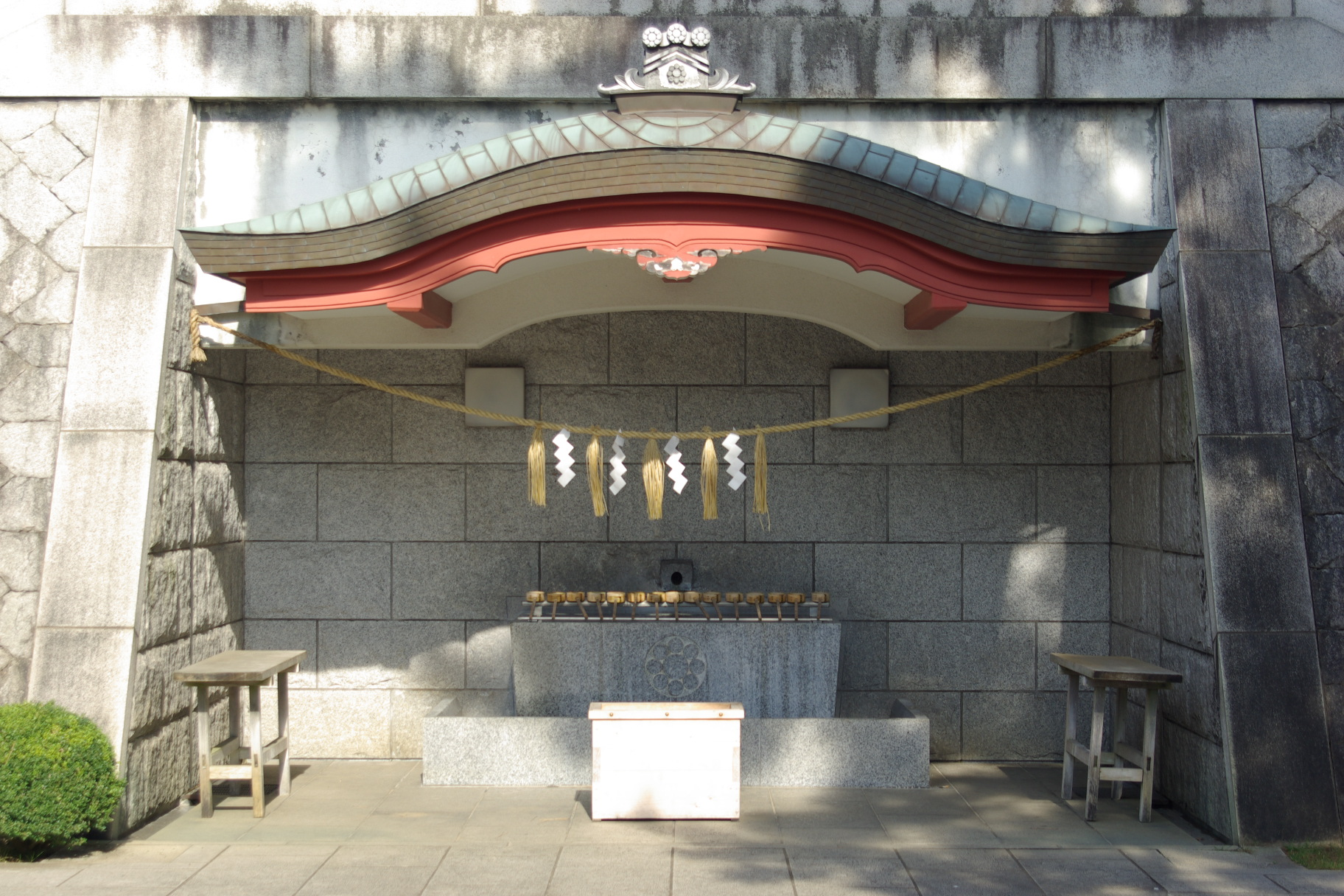
手水舎
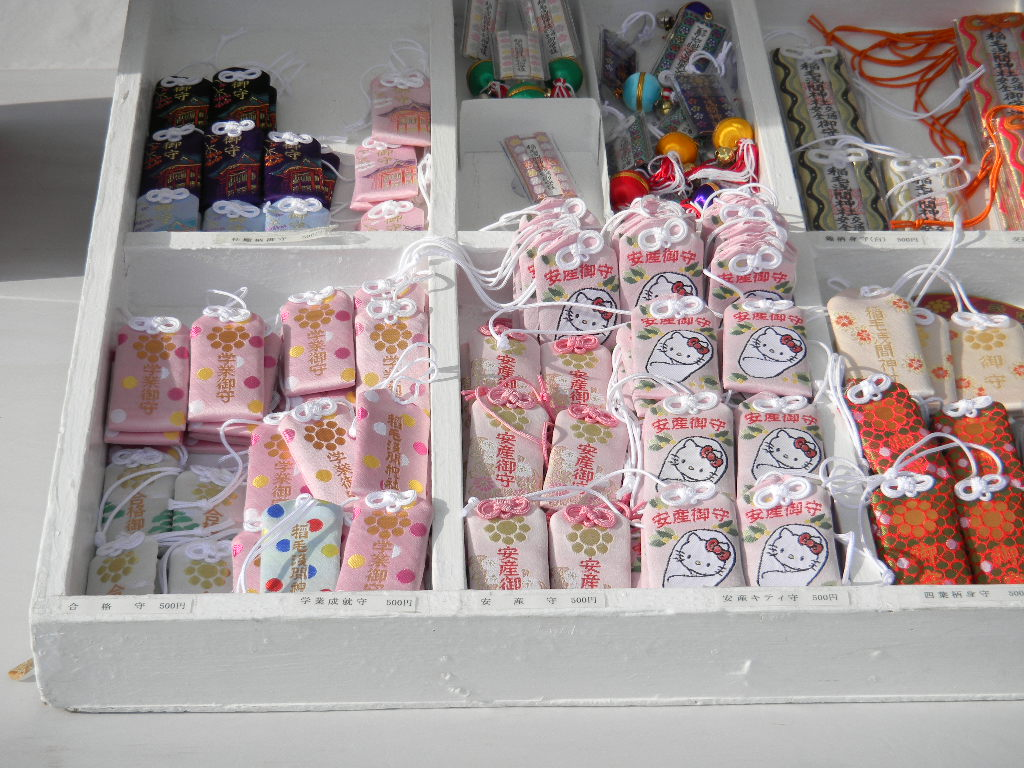
ハローキティのお守り

## 交通

### 公共交通機関
鉄道
- 京成電鉄：京成稲毛駅（京成千葉線）、徒歩
- JR東日本：稲毛駅、徒歩
- JR東日本：稲毛海岸駅（京葉線）、徒歩

バス
- ちばシティバス：プラウドシティ線
  - 稲50：稲毛駅→浅間神社→高洲プール前→プラウドシティ・ヤオコー前→千葉西警察署→真砂中央公園→検見川浜駅
  - 稲51：検見川浜駅→真砂中央公園→千葉西警察署→プラウドシティ・ウエスト→高洲プール前→浅間神社→稲毛駅
  - 稲52：稲毛海岸駅→プラウドシティ・ヤオコー前→歯科大入口→高洲プール前→浅間神社→稲毛駅
  - 稲53：稲毛駅→浅間神社→高洲プール前→プラウドシティ・ヤオコー前→歯科大入口→稲毛海岸駅
  - 稲55：稲毛駅→浅間神社→高洲プール前→プラウドシティ・ヤオコー前→歯科大入口

### 自動車
高速道路
- 首都高速7号小松川線・京葉道路：幕張インターチェンジ
- 首都高速湾岸線・東関東自動車道：湾岸習志野インターチェンジ

一般道路
- 国道14号（千葉街道）
- 国道357号（湾岸道路）
- 千葉県道134号稲毛停車場稲毛海岸線（稲毛停車場稲毛海岸線）

駐車場
- 「稲毛浅間神社前」交差点から千葉方面に150メートル進むと無料駐車場有（約80台駐車可）